# Slag bij Marquain
De Slag bij Marquain was een veldslag tussen Oostenrijk en Frankrijk aan het begin van de Eerste Coalitieoorlog. Hij vond plaats op 29 april 1792 bij Marquain in de Oostenrijkse Nederlanden in de buurt van de Franse grens en eindigde in een Oostenrijkse overwinning.

## Achtergrond
Op 20 april 1792 had koning Lodewijk XVI van Frankrijk de Wetgevende Vergadering gevraagd om Oostenrijk de oorlog te verklaren, waar de Vergadering mee instemde.
Tijdens Armand-Louis de Gontaut Birons pogingen om Quiévrain en Bergen in te nemen, maakte generaal Théobald Dillon een schijnbeweging richting Doornik. Na Rijsel te hebben verlaten met tien eskadrons, zes bataljons en zes kanonnen, kwam hij de Oostenrijkse majoor-generaal Louis-François de Civalart, graaf van Happoncourt, tegen die met 3000 man op het hoogland boven Marquain gelegerd was. Oostenrijkse tirailleurs vielen de Franse voorhoede zo heftig aan, dat de Fransen beseften dat Civalart wilde aansturen op een open veldslag, terwijl Dillon instructies had om een dergelijk gevecht te vermijden.

## Verloop
Toen hij zag dat de vijand naar beneden kwam om hem te treffen en omdat hij onzeker was over zijn eigen troepen (die regelmatig ongehoorzaam waren geweest tijdens de mars vanuit Rijsel), volgde Dillon zijn opdracht op en beval de aftocht, nadat hij ze eerst in slagorde had opgesteld. Deze aarzeling veroorzaakte onrust. Zodra ze de Franse terugtrekking bemerkten, vuurden de Oostenrijkers hun kanonnen meerdere keren, hoewel ze buiten bereik waren en geen van hun schoten Dillons achterhoede haalde. Mee door de vrees van de Franse troepen voor hun eigen generaals, raakten de cavalerie-eskadrons die de aftocht dekten in paniek, net als bij Quiévrain. Zodra ze de kanonnen hoorden, haastten ze zich dwars door hun eigen infanterie heen en riepen: "Sauve qui peut, nous sommes trahis!". Dit veroorzaakte verwarring in de Franse rangen, die om drie uur 's nachts bij Baisieux omsloeg in een chaotische vlucht naar Rijsel, met achterlating van goederen, munitie en alle kanonnen behalve twee. Dillon trachtte vergeefs zijn terugtrekkende troepen weer in het gareel te krijgen voordat de vijand kon aanvallen en werd door een van zijn eigen soldaten beschoten.

## Lynchings

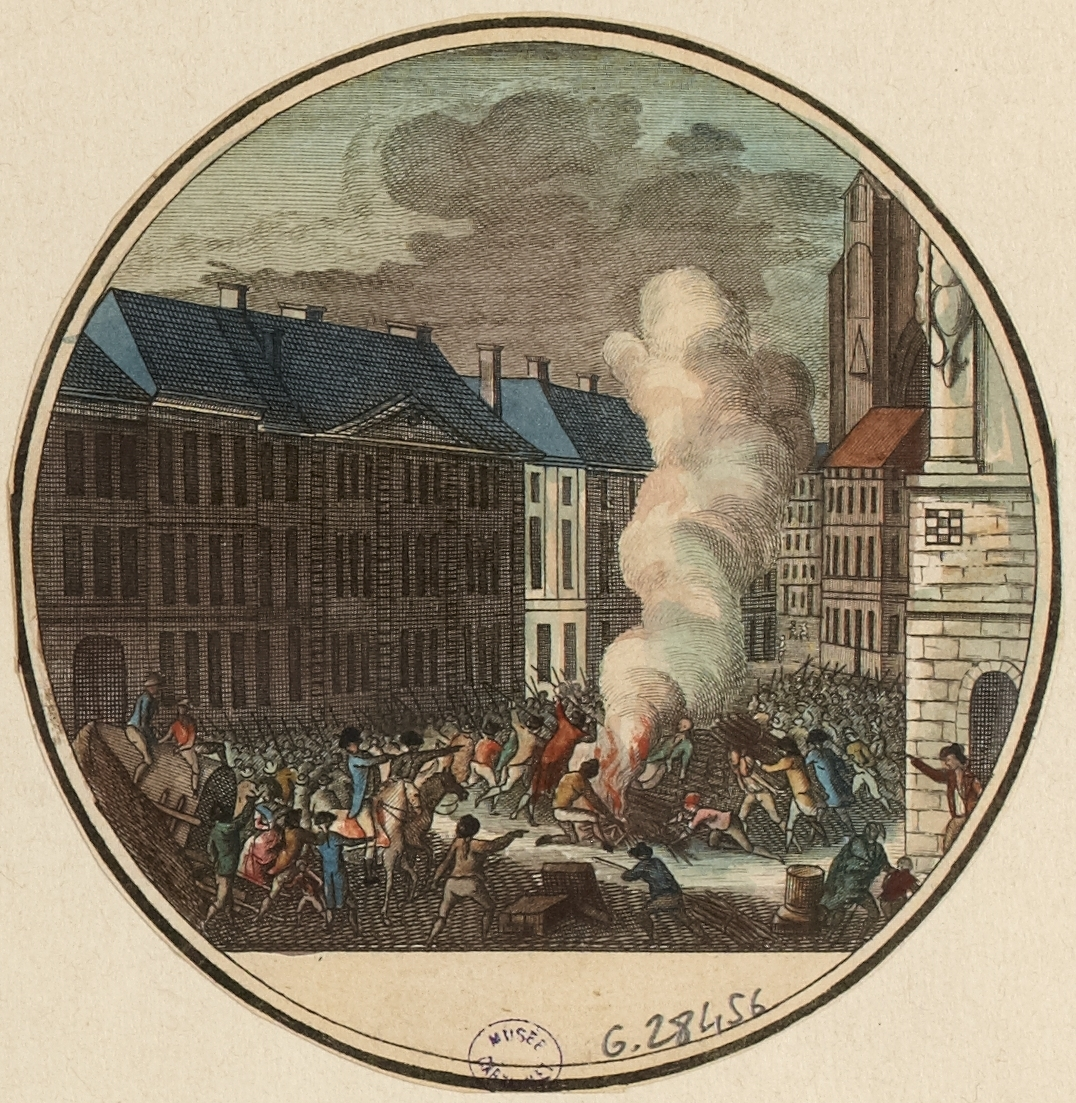
Prent over de verbranding van Dillon

Rond 10 uur 's ochtends bereikten de eerste ruiters Rijsel, schreeuwend dat ze verraden waren door de aristocraten en dat de vijand gevolgd was tot aan de stadspoorten. Dat zorgde voor algemene paniek. Het leger hergroepeerde aan de poorten van Fives, waar een mengeling aan soldaten van verschillende regimenten een garnizoen vormden. Het eerste slachtoffer was de geniekolonel Berthier, die met sabels en pistolen werd afgemaakt door leden van de nationale garde en soldaten. Vervolgens werden onder gejuich van de Rijselaars vier Oostenrijkse gevangenen vermoord. 
De gewonde Dillon, die vergeefs hulp had gevraagd in een dorp en onder begeleiding naar Rijsel werd gevoerd, werd neergeschoten in een wagen en met bajonetten doodgestoken. Zijn lijk werd aan de wagen gebonden en door de straten gesleept tot aan het Grand Place, waar het op een vuur werd gegooid. De refractaire priester Saladin, die 's avonds als vrouw verkleed uit het ursulinenklooster kwam, onderging een soortgelijk lot.
Dillons neef Arthur Dillon (1750–1794) klaagde en verkreeg eerherstel bij de Wetgevende Vergadering. Enkele deelnemers aan de lynchpartij werden gestraft en zijn weduwe werd een pensioen gegeven om haar kinderen groot te brengen.
Nederlanden: Marquain · Rijsel (1792) · Jemappes · Namen (1792) · Maastricht (1793) · Breda · Aldenhoven (1793) · Neerwinden · Raimes · Famars · Aarlen · Valencijn · Duinkerke · Hondschote · Menen ·  Wattignies · Moeskroen · Tourcoing · Doornik · Erquelinnes · Gosselies · Ieper · Hooglede · Fleurus · Boxtel · Sprimont · Maastricht (1794) · 's-Hertogenbosch · Aldenhoven (1794) · Puiflijk · Nijmegen · Luxemburg · Den Helder · Camperduin

Rijnfront: Verdun · Thionville · Valmy · Mainz (1792) · Mainz (1793) · Vogezen/Tripstadt · Mainz (1795) · Amberg · Würzburg

Italiaans front: Genua · Hyères · Rovereto · Bassano · Montenotte · Dego · Lodi · Arcole · Rivoli

Overige fronten (Vendée, Spanje): Fontenay-le-Comte · Toulon · Cholet · Luçon · Truillas · Boulou · San Lorenzo · Santa Cruz · Kaap Sint-Vincent
West-Indië: Guadeloupe · Martinique